# Deathcrush
Albums de Mayhem
Deathcrush (démo)
(1987) De Mysteriis Dom Sathanas
(1994)
Deathcrush est le premier EP du groupe de black metal norvégien Mayhem. Il est sorti sous le label Posercorpse en 1987 en vinyle 33 tours (également en cassette) limité à 1 000 exemplaires numérotés. Une erreur d'impression sur les 1 000 vinyles originaux a engendré une pochette rose, plutôt que le rouge désiré.

Contrairement aux autres albums du groupe, Deathcrush incorpore des éléments proches du thrash metal qui font sentir l'influence de groupes comme Slayer, Bathory et Venom sur la musique du groupe.

## Liste des titres
Tous les titres ont été composés par les membres de "Mayhem". À l’exception des pistes #1 (Conrad Schnitzer) & #4 (Venom).
1. Silvester Anfang
2. Deathcrush
3. Chainsaw Gutsfuck
4. Witching Hour (Venom cover)
5. Necrolust
6. (Weird) Manheim
7. Pure Fucking Armageddon
8. Outro

## Membres
Mayhem
- Øystein Aarseth (Euronymous) : guitare
- Jørn Stubberud (Necrobutcher) : basse
- Sven Erik Kristiansen (Maniac): chant (piste 2, 3 & 5)
- Kjetil Manheim (Manheim): batterie

musicien de session
- Eirik Nordheim (Messiah) : chant (piste 4, 7 & 8)

Autres
- Erik Avnskog : production, mastering
- Conrad Schnitzler : composition (piste #1)